# 海の奇蹟
『海の奇蹟』（うみのきせき、原題：Brasil）は、ジョアン・ジルベルトが1981年に発表したスタジオ・アルバム。

## 解説
ジャケットにはカエターノ・ヴェローゾ、ジルベルト・ジル、マリア・ベターニアといったフィーチャリング・ゲストの名前も記載されたが、ベターニアは「ノ・タブレイロ・ダ・バイアーナ」1曲のみの特別参加である。ボーカル・パートおよびジルベルトのギターは1980年10月にブラジルで録音され、1981年3月にはジョニー・マンデルの編曲によるバッキングがアメリカで録音された。なお、ヴェローゾは後にジルベルトのアルバム『ジョアン 声とギター』（2000年）のプロデュースも務めている。
「Mikiki」編集長の西尾大作は2021年、本作を「アレンジも可愛い感じだし、爽やかで、サウンドもボサノヴァらしくなりすぎてないから逆に聴きやすい」と評している。

## 収録曲
1. ブラジルの水彩画 - "Aquarela do Brasil (Brasil)" (Ary Barroso) - 6:35
2. オール・オブ・ミー - "Disse Alguém (All of Me)" (Gerald Marks, Seymour Simons, Haroldo Barbosa) - 5:18
3. バイーア・コン・H（アガ） - "Bahia com H" (Denis Brean) - 5:13
4. ノ・タブレイロ・ダ・バイアーナ - "No Tabuleiro da Baiana" (A. Barroso) - 4:49
5. 海の奇蹟 - "Milagre" (Dorival Caymmi) - 4:57
6. ナナンの子羊 - "Cordeiro de Nanã" (Dadinho, Mateus) - 1:15

## 参加ミュージシャン
- ジョアン・ジルベルト - ボーカル、ギター
- カエターノ・ヴェローゾ - ボーカル
- ジルベルト・ジル - ボーカル
- マリア・ベターニア - ボーカル(on #4)
- ジョニー・マンデル - アレンジ、指揮
- クレア・フィッシャー（英語版） - キーボード
- ミルコ・レヴィエフ、マイケル・ボディッカー - シンセサイザー
- ジム・ヒューアート - ベース
- ジョー・コレロ - ドラムス
- パウリーニョ・ダ・コスタ - パーカッション
- ハリー・クルー、バド・シャンク、グレン・ギャレット、エディ・ケインフ - フルート
- ステラ・カステルッチ - ハープ
- ジェラルド・ヴィンチ - ヴァイオリン、コンサートマスター
- ボニー・ダグラス、ハリー・ブルーストーン、イザベル・ダスコフ、イスラエル・ベイカー、ジェローム・J・レイスラー、ジョン・ウィッテンバーグ、ジョー・グッドマン、ネイザン・ロス、ポール・シュアー、ボブ・デュボウ、ボブ・リプセット - ヴァイオリン
- デヴィッド・シュワルツ、ヘレーネ・ウィッテンバーグ、マリリン・ベイカー - ヴィオラ
- アン・グッドマン、ロジャー・レボン - チェロ